# 威尼斯鑄幣廠

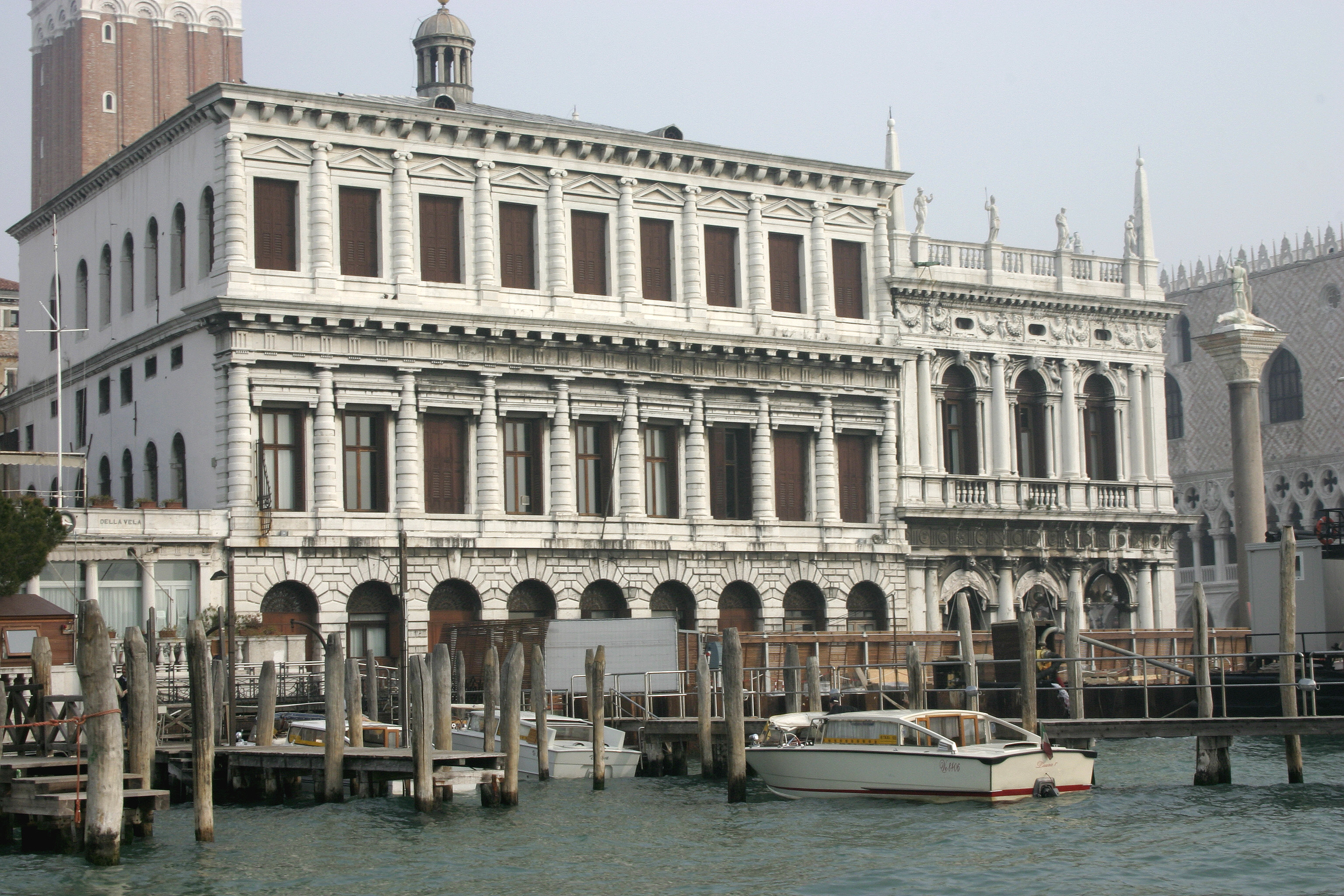
威尼斯鑄幣廠

威尼斯鑄幣廠 (義大利語：Palazzo della Zecca)是位於義大利威尼斯聖馬可廣場的一座建築。

## 历史
在歷史上這座建築曾是威尼斯的造幣廠。鑄幣廠的建築外表頗為樸素，和與其相鄰、外觀華麗的聖馬可圖書館形成明顯對比。鑄幣廠的設計者是雅各布·桑索維諾。
45°25′59″N 12°20′21″E / 45.43306°N 12.33917°E